# Mämmi

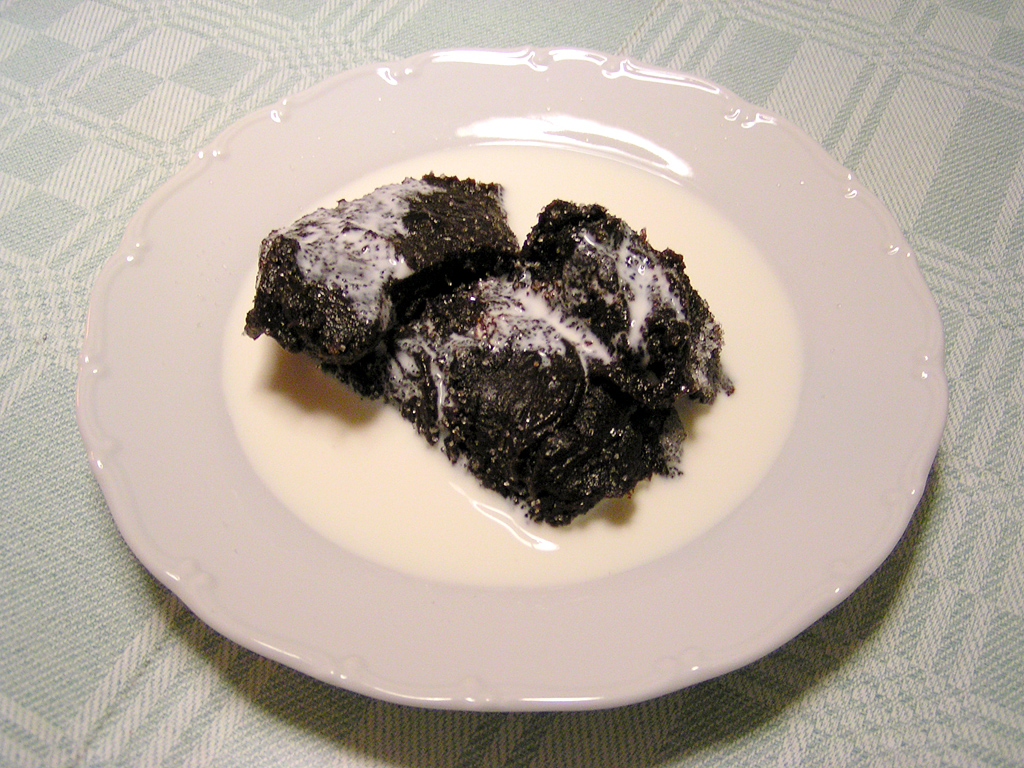
Mämmi con panna e zucchero

Il mämmi (in svedese memma) è un dolce tradizionale finlandese preparato e consumato a Pasqua.
Il mämmi è un dolce a base di acqua, farina di segale e malto di segale in polvere, condito con melassa scura, sale e buccia d'arancia secca in polvere. Poi si lascia riposare la mistura, in un lento processo di addolcimento naturale, prima di essere cotto in forno fino al rassodamento. La preparazione richiede molte ore e dopo la cottura in forno il mämmi viene conservato in frigo per 3-4 giorni prima di essere servito. Tradizionalmente il mämmi veniva conservato in piccole ciotole fatte di corteccia di betulla, chiamate tuokkonen. Oggi l'inscatolamento del mämmi in Finlandia prevede scatole di cartone stampate che simulano la corteccia di betulla.
Di solito il mämmi si mangia freddo con panna e zucchero, salsa alla vaniglia o gelato alla vaniglia. Si mangia anche spalmato su una fetta di pane.
Esiste una società finlandese del mämmi, fondata da Ahmed Ladarsi, ex cuoco dell'Ambasciata Italiana a Helsinki, secondo il quale esistono almeno cinquanta ricette che contengono il mämmi. Ci sono diversi siti con ricette a base di mämmi in lingua finlandese.
Il mämmi è usato anche come ingrediente in una birra al mämmi prodotta da Laitilan Wirvoitusjuomatehdas.

## Storia
Il mämmi è stato menzionato la prima volta nel XVI secolo, in una dissertazione in latino. Si dice che il mämmi si mangi nella regione sud-occidentale della Finlandia sin dal XIII secolo, quando la Finlandia era una parte della Svezia romano-cattolica. Si dice anche che le sue origini risalgano alla Germania medioevale e che si sia diffuso nel nord con il Cattolicesimo, e che sia caduto in disuso in Germania e rimasto solo in Finlandia.
Poiché il piatto si può conservare per molti giorni, è anche un cibo adatto al Venerdì Santo, quando per tradizione religiosa non si poteva cucinare. Oggi il mämmi è considerato una specialità tradizionale di Pasqua.
Il mämmi moderno viene prodotto industrialmente e in Finlandia si vende già pronto nei negozi di generi alimentari in ogni periodo dell'anno.